# Bolleville, Manche
Bolleville är en kommun i departementet Manche i regionen Normandie i norra Frankrike. Kommunen ligger i kantonen La Haye-du-Puits som tillhör arrondissementet Coutances. År 2018 hade Bolleville 364 invånare.

## Befolkningsutveckling
Antalet invånare i kommunen Bolleville
| Referens: INSEE |